# 침묵의 세계
《침묵의 세계》(Le Monde Du Silence)는 프랑스에서 제작된 루이 말 감독의 1956년 다큐멘터리 영화이다. 이 영화는 색의 심도를 표출하기 위해 수중사진을 사용한 최초의 영화들 가운데 하나로 지목된다. 1953년 책 The Silent World: A Story of Undersea Discovery and Adventure에서 제목을 가져왔다. 미국에서는 컬럼비아 픽처스에 의해 개봉되었다.

## 영화
이 영화는 선박 칼립소 호에서 촬영되었다. 쿠스토와 그의 잠수부 팀은 2년 동안 지중해, 페르시아만, 홍해 및 인도양에서 25킬로미터의 필름을 촬영했으며, 그 중 2.5킬로미터가 완성된 다큐멘터리에 포함되었다.
이 영화는 나중에 영화 제작 중 발생한 환경 피해로 비판을 받았다. 한 장면에서는 칼립소 호의 승무원들이 아기 고래의 시체에 이끌린 상어 무리를 학살하는데, 이 아기 고래는 승무원들에 의해 우발적으로 치명적인 부상을 입었다 (쿠스토는 근접 촬영을 위해 배를 고래 떼 속으로 몰아넣었고, 이 과정에서 한 고래를 들이받아 아기 고래가 프로펠러에 의해 찢어졌다). 또 다른 장면에서는 쿠스토가 인근 해양 생물을 더 완벽하게 조사하기 위해 산호초 근처에서 다이너마이트를 사용한다. 쿠스토는 나중에 환경에 대한 인식이 높아져 해양 보존에 참여했으며, 심지어 테드 터너로부터 "환경 운동의 아버지"라고 불리기도 했다.

## 평가
《침묵의 세계》는 1956년 칸 영화제에서 개봉하여 황금종려상을 수상했다. 이 영화는 마이클 무어의 화씨 9/11이 2004년에 이 업적을 반복하기 전까지 이 상을 받은 유일한 다큐멘터리 영화였다.
이 영화는 1956년 9월 24일 컬럼비아 픽처스에 의해 미국에서 개봉되어 3백만 달러 이상의 극장 대여 수익을 올렸다.
이 영화는 쿠스토의 다큐멘터리 영화 중 아카데미 장편 다큐멘터리상을 수상한 첫 번째 작품이었다.

## 출연
- 자크 쿠스토
- 폴 마틴
- 데니스 마틴-라발